# Star Trek În întuneric 3D
StarTrek În Întuneric 3D este un film SF de acțiune din seria de filme artistice Star Trek, regizat de J. J. Abrams, scenariul Alex Kurtzman, Damon Lindelof, în rolurile principale Chris Pine, Zoe Saldana, Karl Urban, Simon Pegg. Filmul a avut premiera la 17 mai 2013.

## Distribuție
- Chris Pine este Captain James T. Kirk
- Zachary Quinto este Spock
- Karl Urban este Dr. Leonard "Bones" McCoy
- Zoe Saldana as Uhura
- Anton Yelchin este Pavel Chekov
- John Cho este Hikaru Sulu
- Simon Pegg este Scotty
- Bruce Greenwood este Christopher Pike[7]
- Noel Clarke este „un bărbat cu soție și fiică”[8]
- Benedict Cumberbatch este un bandit[9]
- Alice Eve - rolul doctorului Carol Marcus, care folosește pseudonimul Carol Wallace la bordul navei cosmice Enterprise
- Peter Weller - rol necunoscut
- Joseph Gatt - rol necunoscut
- Nazneen Contractor este soția personajului interpretat de Noel Clarke